# L'Instit
L'Instit est une série télévisée franco-suisse en 46 épisodes de 90 minutes créée par Pierre Grimblat (producteur) et Didier Cohen (scénariste) et diffusée du 17 février 1993 au 26 janvier 2005 sur France 2. Depuis 2008, la série est régulièrement rediffusée sur les chaînes Gulli, Téva et France 3 tout comme en 2005 sur TMC. À partir de 2019, la série est également rediffusée sur une chaîne YouTube dédiée. Depuis le 31 décembre 2024, l'intégralité est diffusée sur la plateforme gratuite TF1+.

## Synopsis
Victor Novak (Gérard Klein), ancien juge pour enfants, est tardivement devenu instituteur. Effectuant des remplacements à travers toute la France (et parfois même au-delà : Suisse, Québec, Tunisie...), il est à la recherche de sa femme et de sa fille qui l'ont abandonné. Il se trouve, dans chaque épisode, confronté à un problème concernant un enfant et débouchant sur un sujet de société : racisme, illettrisme, maltraitance sur mineur, chômage, immigration clandestine, séropositivité, refus de scolarisation, homoparentalité, handicap, maladie, etc.

## Distribution
- Gérard Klein : Victor Novak

Pour les personnalités ayant joué dans la série, voir l'épisode correspondant.

## Épisodes

### Saison 1 (1993)
1. Les Chiens et les Loups de François Luciani - 17/02/1993 avec Benoît Magimel (Félix), Roger Souza (Emile Moustiers), Jean-Louis Tribes (Manu Fontana), Stanislas Crevillen (Rémy), Boris Roatta (Paulo), Fred Personne (Pascal Bonaffé), Sélim Mouhoubi (Jacquot), Odile Cohen (la mère de Jacquot), Julie-Anne Roth (Lila)
2. Le Mot de passe de Jean-Louis Bertuccelli - 24/03/1993 avec Olivia Brunaux (Christine Lelouet), Raphaël Dufour (Thomas Lelouet), Jean-Marie Winling (Bernard Chevalier), Jean-Luc Buquet (Chaumont), Claire Prévost (Fabienne), André Rouyer (Sarlat)
3. Concerto pour Guillaume de Jacques Ertaud - 27/10/1993 avec Robinson Stévenin (Guillaume Serralec), Salomé Stévenin (Irène), Ginette Garcin (Donatienne), Didier Sauvegrain (Loïc Serralec), Isabelle Nanty (Christiane)

### Saison 2 (1994)
1. Tu m'avais promis... de Michel Favart - 09/03/1994 avec Catherine Aymerie (Maria Alanis), Victor Moati (Mathieu), Isabelle Renauld (Christine Broussard), Pascale Roberts (Dora), Gérard Dauzat (Claude Broussard), Lionnel Astier (le cuisinier)
2. Une seconde chance de Gérard Marx - 20/04/1994 avec Luc Thuillier (Gilles Jouanet), Laura Martel (Sandrine Loisel), Victor Garrivier (Raymond Loisel), Dora Doll (Mme Loisel)
3. Vanessa, la petite dormeuse de Philippe Triboit - 07/09/1994 avec Carole Franck (Claire), Marie-Christine Adam (la directrice), Jocelyn Quivrin (Fabien), Sylvie Jacob (Vanessa), Jean-Jacques Moreau (le père de Vanessa), Sylvie Lebrigand (la mère de Vanessa), Sarah Mesguich (Sabine)
4. Samson l'innocent de Christian Karcher - 16/11/1994 avec Anne Richard (Anna), Nicolas Rossier (Samson), Pierre Banderet (Bertrand), Baptiste Guye (Willy), Anne-Laure Grondin (Nathalie), Jonathan Genest (Jérôme), Joelle Clerc (Sylvie), David Fässler (Franz).

### Saison 3 (1994 - 1995)
1. Le Crime de Valentin de Philippe Triboit - 08/03/1995 avec Jean-François Dérec (Lebars), André Julien (Valentin), Michèle Moretti (Madeleine), Jean-Claude Frissung (Gauthier), Françoise Michaud (Isabelle Brennan), Matthew Jocelyn (Daniel Brennan), Marine Verseux (Clémence)
2. Aimer par cœur de Pierre Lary - 29/03/1995 avec Laurence Masliah (Marie), Vincent Winterhalter (Pierre), Marina Tomé (Danièle)
3. L'Angélus du corbeau de Laurent Heynemann - 03/05/1995 avec François Levantal (Chastaings)
4. D'une rive à l'autre d'Édouard Niermans  - 04/10/1995 avec Lara Guirao (Agnès), Olivier Cruveiller (Manu), Véronique Silver (Hélène), Claude Duneton (Armand), Erwan Baynaud (Rémi)
5. Le Boulard d'André Mélançon - 29/11/1995 avec Emmanuel Bilodeau (Patrick Lafontaine), Mirianne Brulé (Charlotte), Linda Sorgini (Régine), Muriel Dutil (Aline), Gabriel Duchesneau-Polhuber (Yohan)

### Saison 4 (1996 - 1998)
1. La Révélation de Christian Karcher - 28/02/1996 avec Valérie Stroh (Claire), Andrée Damant (Mamie), Bernard Farcy (le médecin)
2. Le Réveil de Pierre Koralnik -  avec Nicolas Scellier (Martin), Pascale Rocard (Corinne), Roger Mirmont (Paul), Caroline Gasser (Viviane), Jean-Marc Morel (Jean), Catherine Sumi (Françoise), Irène Godel
3. Demain dès l'aube de François Velle - 04/09/1996 avec Catherine Wilkening (Catherine), Marc Duret (Alain), Fanny Valette (Clara)
4. Méchante de Denys Granier-Deferre -  avec François-Régis Marchasson (Éric Jeanneret), Clotilde de Bayser (Laure Jeanneret), Sylvie Audcoeur (Blanche)
5. Frères de sang de Williams Crepin - 16/04/1997 avec Valérie Leboutte (Françoise), Philippe Lefebvre (Walter)
6. Le Rêve du tigre de José Pinheiro 10/09/1997
7. L'une ou l'autre de Pascale Dallet - 22/10/1997 avec Christine Citti (Paule Thiriet), Alain Sachs (Claude Laval)
8. Le Chemin des étoiles de Claudio Tonetti - 11/03/1998 avec Myriam Boyer (Thérèse), Serge Martina (Jean)
9. Touche pas à mon école de David Delrieux - 01/04/1998 avec Julian Gutierrez (Olivier), Romain Le Grand (Damien), Élisabeth Commelin (Agnès Belloy), Pierre Martot (Bertrand Belloy), Daniel Berlioux (Henri Vialet), Sophie de La Rochefoucauld (Marion Chatel), Sylvain Corthay (Daniel Demelier)

### Saison 5 (1998 - 2000)
1. Menteur de Christian Faure - 02/09/1998 avec Pierre Malet (Bernard Lachesnay), Françoise Arnoul (Hélène Lachesnay), Sophie Mounicot (Anne Lachesnay), Jim Redler (Aymeric Lachesnay), Florence Rougé (Sandrine Raynaud), Hervé Laudière (Marc Raynaud)
2. Le Bouc émissaire de Alain Schwartzstein - 07/10/1998 avec Serge Dupire (Stéphane), Nadia Fossier (Nathalie), Franck Gourlat (Vincent), Eric Poulain (David), Pierre Kreitmann (Kellian), Alexis Litvine (Eric)
3. Le Trésor de l'anse du bout de Igaal Niddam - 20/01/1999 avec Vanille Attié (Carole), Mélissa Germé (Laetitia Léonce), Nina Gilbert (Man Léonce), Jacques-Olivier Ensfelder (Michel), Marie-Ange Bernabe (Hélène), Patrick Lapp (Léonard Crozier), Axel Govindoradzu (Than)
4. À quoi ça sert d'apprendre ? de José Pinheiro - 04/04/1999 avec Nicolas Robin (Yann), André Thorent (Charles Coste), Jean-Marie Asnar (Ludovic), Marius Bruna (Philippe Lefloch), Gabrielle Forest (Marianne Lefloch), Daniel Briquet (Yves Maurin)
5. Personne m'aime de Véronique Tumahaï - 08/09/1999 avec Bruno Marengo (Cédric), Marie Riva (Sandrine), Henri De Lorme (Fred), Marion Peterson (Anne), Corentin Le Floch (Thomas), Jean-Marc Roulot (Thierry), Margaux Cavalier (Virginie)
6. Juliette et Roméo de Chantal Picault - 06/10/1999 avec Delphine Zentout (Juliette), Mehdi Ortelsberg (Sébastien), Laurent Labasse (Alain Tournier), Gérard Sergue (Régis Larrieu), Zelda Bensoussan (Manu), Gwennola Bothorel (Cathy), Marine Helie (Sidonie)
7. L'Enfant caché de Roger Kahane - 17/11/1999 avec Sophie Barjac (Agnès), Marie Ruggeri (Mme Lupin), Marc Chapiteau (Marc),  Jonathan Reyes (Camille), Ludovic Joyet (Dorian), Annick Brard (Chris)
8. Le Choix de Théo de José Pinheiro - 29/03/2000 avec Edgar Givry (Jacques), Mike-Andy Guillemin (Théo), Antoine Reyes (Franck), William Léger (Mickael), Katia Caballero (Clara), Sophie Bouilloux (Nathalie), Henri Marteau (Louis Nalet), Lory Pinhal (Flora)

### Saison 6 (2000 - 2001)
1. Marine et Fabien de Michel Mees - 12/04/2000 avec Amandine Godechal (Marine), Michael Philpott (Fabien) , Laetitia Réva (Isabelle Bernard), David Quertigniez (Pierre Bernard), Jean-Henri Compère (Marc Gilbert), Bobette Jouret (Gabrielle Gorveau), Léon Dony (Roger Gorveau)
2. Ting-Ting de Pascale Dallet - 25/10/2000 avec Florence Klein (Madame Aubouy), Lionnel Astier (M. Pelissier), Marine Jolivet (Mme Pelissier)
3. La Gifle de Roger Kahane - 21/03/2001 avec Adrien Gallo (Raphi), Léa François (Stéphanie), Jennifer Covillaut (Julie Jouvet), Yann Babilée (Brouillard), Jean-Paul Schintu (Lachaume), Nathalie Bécue (Roseline Strulus), Rebecca Ortelsberg (Coline)
4. L'Ange des vignes d'Antoine Lorenzi - 25/04/2001 avec Guillaume Chaize (Matthieu), Justine Berger (Pauline), Isabelle Habiague (Nelly), Thierry Redler (Jacques), Eriq Ebouaney (Blaise)
5. Carnet de voyage de Jérôme Laperrousaz - 27/06/2001 avec Arthur Clouzeau (Arthur), Thierry Fortineau (Paul), Malick Bowens (le sorcier), Haja Rakotoarisoa (Solo), Riana Ramanamihaja (l'institutrice)

### Saison 7 (2001 - 2002)
1. Terre battue de Pat Le Guen-Tenot - 10/10/2001 avec Alizé Cornet (Manon Paulin), Jean-Marie Lamour (Jean-Claude Paulin), Sabine Paturel (Juliette), Corinne Marchand (Françoise), Pierre Deny (Maloisel), Kendall Negro (Francesco), Julia Velluz (Audrey)
2. Le Prix du mensonge de Michel Mees - 06/03/2002 avec Eugénie De Haspe, Sabrina Leurquin, Danièle Denie, Camille De Leu, Lara Dogustan
3. Aurélie de Roger Kahane - 17/04/2002 avec Marie Béraud (Aurélie), Eric Bonicatto (Robert), Mama Prassinos (Martine), Suzanne Legrand (Muriel Charois), Arjuna Andrade (Sébastien), Pierre Granier (Valentin), Serge Dupuy (François)
4. La Main dans la main de Roger Kahane - 09/10/2002 avec François Siener, Anne Le Guernec, Alain Cauchi, Jenny Cleve, Bernard Rosselli, Pierre Mallet, Françoise Arnoul, Jimmy Redler, Florence Rougé, Hervé Laudière, Hélène Cohen, Marie-Charlotte Dutot, Ruben Benichou.

### Saison 8 (2002 - 2003)
1. Carnet de voyage : la Guyane de Gérard Klein - 28/08/2002 avec Rochelle Redfield (Julie Johnson), Valentin Lamy, Wandy Joseph, Orlanne Héranval, Laure Mangata, Dionny Da Silva Santos Macedo, Lydia Ewandé, Justine Correia, Morgan Lesecq, Servane Beranger, Julianie Vingassalon, Amguel Lo Pinto, Anténor Dos Santos
2. L'Enfant dans les arbres de Jean Sagols - 26/03/2002 avec Clément Chebli, Pierre-Marie Escourrou, Isabelle Bouysse, Henry Sagols, Pascal Perbet,Patricia Kell, Jean-Pierre Rochette, Elef Zack
3. La Passion selon Paulo de Jean Sagols - 25/06/2003 avec Anthony Dupray (Bob), Alban Ivanov, Élisa Servier, Héléna Soubeyrand, Mandiaye Ba, Thomas Sagols, Renaud Gallissian, Nathalie Grauwin, Jean-Louis Debard
4. Secrets de Jérôme Porte - 10/12/2003 avec Anthony Dupray, Élisa Servier, Clément Chebli, Maxime Leroux, Fabio Fernandes, Manon Emmenegger

### Saison 9 (2004)
1. Adrien de Jean Sagols - 24/03/2004 avec Renaud Gallissian, Anne Loiret, Jean-Pierre Michaël, Élodie Bollée, Emma Failly, Victor Giraudeau, Laure Duthilleul, Christopher Barber, Bernard Larmande, Manault Deva, Sophie Hillaire
2. Privé d'école de Jean Sagols - 28/04/2004 avec Jeanne Mas (Isabelle), Anthony Munoz, Xavier Deluc, Garance Lamare, Marie Chevalier, Christian Walder, Pierre Renverseau, Jean Dell, Jeff, Maurice Barrier, Mathilde Vitry
3. Carnet de voyage : la Tunisie de Gérard Klein - 08/09/2004 avec Hichem Rostom (Nabil Ben Achour), Jamila Chihi (Amina Keraoui), Catherine Bary (Marion Ben Achour), Olivier Loustau (Michel), Rafia Bel Hout (Jamila), Morgan Casanova (Gabriel), Oumayma Ben Hafsia (Zahia), Nour Ben Youssef (Nadia), Bachir Arfaoui, Jean-Claude Roger, Anouar Achour, Tawfik Bahri, Ali Mosbah
4. Ma petite star de Bruno Dega - 26/01/2005 avec Florence Thomassin, Marine Brisset, Jérémy Sitbon, Cindy Colpaert, Philippe Vieux, Christiane Bopp, Marie-Armelle Deguy, Marguerite Lassale, Anthony Monetti

## Commentaires
- Diffusée pour son premier épisode le 17 février 1993 sur France 2, la série a été créée par Pierre Grimblat et Didier Cohen sur une idée de François Mitterrand qui souhaitait transmettre des valeurs civiques par l'intermédiaire d'une fiction[4]. Le président Mitterrand souhaitait que cette série soit rapidement diffusée et puisse ralentir la poussée du FN, notamment lors des élections législatives à venir de 1993[5].

- Le même jour (voir date ci-dessus) au soir du lancement de L’Instit, Gérard Klein était l’invité du 20 heures de France 2, présenté par Paul Amar. L’acteur a déclaré au sujet que le rôle de son personnage était d’« aider les enfants à se protéger contre la perversion des grandes personnes »[6].

- La série présente sous un jour favorable l'enseignement défendu et mis en œuvre par son héros : « Aucun de mes élèves n'est en échec scolaire. Il est important qu'ils puissent tous apprendre à apprendre, et mon enseignement doit leur profiter à tous, sans exception » (Saison 1 - épisode 2).

- La série a fait l'objet d'une thèse de doctorat en sociologie : « L'Instit, la télévision et le social : Problèmes sociaux et création audiovisuelle », par Lionel Gouraud, thèse dirigée par Michel Eliard, avec l'appui de Claude Rivals (Université de Toulouse-Le Mirail, 2003).

- Une déclinaison des 25 premiers épisodes (sauf Les Chiens et les Loups et D'une rive à l'autre) de la série en romans a été publiée dans la collection Bibliothèque verte.

- En 2004, Dorothée a tourné un épisode pilote de L'Instit, jamais diffusé à la télévision. Elle devait remplacer l'acteur principal, Gérard Klein, mais France Télévisions refusa de continuer le projet car elle représentait trop l'image de TF1[7].

- La série est également sortie en cassette vidéo : Hamster Productions, et DVD: AB vidéo, Hachette (n° 1 à 41[8]). Chaque DVD, vendu en kiosque ou par abonnement, était accompagné d'un livret au format 21x27 cm sur 12 pages mettant en valeur divers aspects de l'épisode.

- L'Instit est également le titre d'une autre série (en cinq épisodes), avec Ronny Coutteure dans le rôle principal, qui a été diffusée en 1984 sur Antenne 2. Elle met en scène la vie d'un instituteur, Paul Fogerolles, confronté aux problèmes quotidiens d'une école de banlieue. Contrairement à ce que le titre pourrait laisser penser, il n'y a pas de lien entre cette série et celle avec Gérard Klein.

- En 2010, Gérard Klein a annoncé vouloir donner une suite à cette série, et a proposé à France Télévisions de le produire à nouveau. Dans le synopsis qu'il a écrit en quelques lignes, l'instit serait à la retraite et ferait le tour du monde à la recherche de ses anciens élèves[9].

## Audiences
| Épisode | Titre                         | Jour de diffusion | Nombre de téléspectateurs | PDM    | Ref    |
| ------- | ----------------------------- | ----------------- | ------------------------- | ------ | ------ |
| 1       | Les Chiens et les Loups       | 17 février 1993   | 9 261 000 millions        | 39 %   | [ 10 ] |
| 2       | Le Mot de passe               | 24 mars 1993      | 7 717 500 millions        | 35 %   | [ 10 ] |
| 3       | Concerto pour Guillaume       | 27 octobre 1993   | 11 576 250 millions       | 49,1 % | [ 10 ] |
| 4       | Tu m'avais promis...          | 9 mars 1994       | 11 884 950 millions       | 51 %   | [ 10 ] |
| 5       | Une seconde chance            | 20 avril 1994     | 11 524 800 millions       | N*C    | [ 10 ] |
| 6       | Vanessa, la petite dormeuse   | 7 septembre 1994  | N*C                       | N*C    | [ 10 ] |
| 7       | Samson l'innocent             | 16 novembre 1994  | N*C                       | N*C    | [ 10 ] |
| 8       | Le Crime de Valentin          | 8 mars 1995       | N*C                       | N*C    | [ 10 ] |
| 9       | Aimer par cœur                | 29 mars 1995      | 10 125 360 millions       | 43,5 % | [ 10 ] |
| 10      | L'Angélus du corbeau          | 3 mai 1995        | N*C                       | N*C    | [ 10 ] |
| 11      | D'une rive à l'autre          | 4 octobre 1995    | 10 383 660 millions       | 49,5 % | [ 10 ] |
| 12      | Le Boulard                    | 29 novembre 1995  | 11 158 560 millions       | 48,5 % | [ 10 ] |
| 13      | La Révélation                 | 28 février 1996   | 9 503 190 millions        | N*C    | [ 10 ] |
| 14      | Le Réveil                     | 4 septembre 1996  | N*C                       | N*C    | [ 10 ] |
| 15      | Demain dès l'aube             | 23 octobre 1996   | N*C                       | N*C    | [ 10 ] |
| 16      | Méchante                      | 26 mars 1997      | 9 614 450 millions        | 44,6 % | [ 10 ] |
| 17      | Frères de sang                | 16 avril 1997     | N*C                       | N*C    | [ 10 ] |
| 18      | Le rêve du tigre              | 10 septembre 1997 | N*C                       | N*C    | [ 10 ] |
| 19      | L'une ou l'autre              | 22 octobre 1997   | N*C                       | N*C    | [ 10 ] |
| 20      | Le chemin des étoiles         | 11 mars 1998      | 8 377 600 millions        | 36,6 % | [ 10 ] |
| 21      | Touche pas à mon école        | 1 avril 1998      | N*C                       | N*C    | [ 10 ] |
| 22      | Menteur                       | 2 septembre 1998  | N*C                       | N*C    | [ 10 ] |
| 23      | Le Bouc émissaire             | 7 octobre 1998    | N*C                       | N*C    | [ 10 ] |
| 24      | Le Trésor de l'anse du bout   | 20 janvier 1999   | 8 151 450 millions        | 33,7 % | [ 10 ] |
| 25      | À quoi ça sert d'apprendre ?  | 14 avril 1999     | 7 783 320 millions        | 32,2 % | [ 10 ] |
| 26      | Personne ne m'aime            | 8 septembre 1999  | 7 047 060 millions        | 34,1 % | [ 10 ] |
| 27      | Juliette et Roméo             | 6 octobre 1999    | 7 993 680 millions        | 34,7 % | [ 10 ] |
| 28      | L'Enfant caché                | 17 novembre 1999  | 8 414 400 millions        | 35,5 % | [ 10 ] |
| 29      | Le Choix de Théo              | 29 mars 2000      | 7 763 070 millions        | 32,7 % | [ 10 ] |
| 30      | Marine et Fabien              | 12 avril 2000     | 7 446 210 millions        | 31,8 % | [ 10 ] |
| 31      | Ting-Ting                     | 25 octobre 2000   | 8 660 840 millions        | 37 %   | [ 10 ] |
| 32      | La Gifle                      | 21 mars 2001      | 7 981 860 millions        | 34,6 % | [ 10 ] |
| 33      | L'Ange des vignes             | 25 avril 2001     | 6 818 940 millions        | 27,6 % | [ 10 ] |
| 34      | Carnet de voyage              | 27 juin 2001      | 6 818 940 millions        | 32,1 % | [ 10 ] |
| 35      | Terre battue                  | 10 octobre 2001   | 8 193 300 millions        | 35,2 % | [ 10 ] |
| 36      | Le Prix du mensonge           | 6 mars 2002       | 6 837 000 millions        | 30,6 % | [ 10 ] |
| 37      | Aurélie                       | 17 avril 2002     | 7 367 000 millions        | 30,6 % | [ 10 ] |
| 38      | Carnet de voyage : la Guyane  | 28 août 2002      | 6 254 000 millions        | 30,3 % | [ 10 ] |
| 39      | La Main dans la main          | 9 octobre 2002    | 5 406 000 millions        | 24,3 % | [ 10 ] |
| 40      | L'enfant dans les arbres      | 26 mars 2003      | 5 971 840 millions        | 27,3 % | [ 10 ] |
| 41      | La passion selon Paulo        | 25 juin 2003      | 5 971 840 millions        | 29,6 % | [ 10 ] |
| 42      | Secrets                       | 10 décembre 2003  | 7 144 880 millions        | 29,6 % | [ 10 ] |
| 43      | Adrien                        | 24 mars 2004      | N*C                       | N*C    | [ 10 ] |
| 44      | Privé d'école                 | 28 avril 2004     | N*C                       | N*C    | [ 10 ] |
| 45      | Carnet de voyage : la Tunisie | 8 septembre 2004  | N*C                       | N*C    | [ 10 ] |
| 46      | Ma petite star                | 26 janvier 2005   | 5 392 000 millions        | 22,2 % | [ 10 ] |

## Récompenses
- Sept d'or 1994 : meilleur comédien pour Gérard Klein
- Sept d'or 1997 : meilleur comédien - série ou feuilleton - pour Gérard Klein
- Sept d'or 2001 : meilleur comédien de fiction pour Gérard Klein